# Тајлер Мејн
Дарил Каролат (енгл. Tyler Mane; Саскатун, 8. децембар 1966), познатији под уметничким именом Тајлер Мејн, канадски је глумац и бивши професионални рвач.
Познат је као тумач лика Мајкла Мајерса у филму Ноћ вештица, римејку истоименог филма Џона Карпентера из 1978, затим у филму Ноћ вештица 2 из 2009, те као и Сејбертут у филму Икс људи.

## Биографија
У браку је са глумицом Рене Герлингс. Има двоје деце из првог брака.

## Рвачка каријера
Рвачку каријеру је започео на Светском првенству у рвању 1989. као „Најтрон“, али је након пет година напустио рвање.

## Глумачка каријера
По завршетку рвачке каријере, окренуо се глуми наступајући у епским спектаклима као што су Троја и Херкул. Глумио је Сејбертута у филму Икс људи. Године 2004. наступио је у хорору Ђавољи шкарт редитеља Роба Зомбија, а 2007. у римејку Карпентерове Ноћи вештица у улози Мајкла Мајерса. У једном је интервјуу изјавио да се за улогу Мајкла Мајерса припремао гледајући филмове из франшизе. Са висоном од 206 cm био је предодређен за ту улогу, да би исту улогу тумачио и у филму Ноћ вештица 2 (2009) чиме је постао једини глумац који је улогу Мајкла Мајерса играо два пута.

## Филмографија
| Улоге Тајлера Мејна |                               |               |                                  |          |
| Година              | Српски назив                  | Изворни назив | Улога                            | Напомена |
| 1989.               | Сукоб шампиона IX у Њујорку   |               | Нитрон                           |          |
| 1992.               |                               |               | Велико небо                      |          |
| 1993.               |                               |               | Велико небо                      |          |
| 1994.               | Бандит: Бандит напушта државу |               | Џек Олсон                        |          |
| 2000.               | Икс људи                      |               | Сајбретут                        |          |
| 2001.               | Прави хаос                    |               | Бонди                            |          |
| 2001.               | Како да направим чудовиште    |               | Хардкор                          |          |
| 2002.               | Краљ Шкорпион                 |               | Варварски поглавица (непотписан) |          |
| 2002.               | Кучкин син                    |               | Адолф Мансон ТВ серија           |          |
| 2002.               | Црна маска 2: град маски      |               | Торн                             |          |
| 2003.               | Црвена змија                  |               |                                  |          |
| 2004.               | Троја                         |               | Ајант                            |          |
| 2005.               | Херкулес                      |               | Атлас                            |          |
| 2005.               | Ђавољи шкарт                  |               | Руфус „Ар Џеј” Фајерфлај мл.     |          |
| 2007.               | Ноћ вештица                   |               | Мајкл Мајерс                     |          |
| 2009.               | Ноћ вештица 2                 |               | Мајкл Мајерс                     |          |
| 2011.               | 247°F                         | 247 °         | Вејд                             |          |
| 2021.               | Наслеђе Јупитера              |               | Блекстар                         |          |
| 2024.               | Дедпул и Вулверин             |               | Сајбретут                        |          |